# Sarrance
Sarrance (Sarrança in dialetto guascone) è un comune francese di 212 abitanti situato nel dipartimento dei Pirenei Atlantici nella regione della Nuova Aquitania.
Appartenente alla valle d'Aspe, il comune è attraversato dalla gave d'Aspe, affluente della gave d'Oloron.

## Comuni limitrofi
- Asasp-Arros ed Escot a nord
- Issor e Lourdios-Ichère ad ovest
- Osse-en-Aspe, Bedous e Aydius a sud
- Bielle e Bilhères ad est.

## Società

### Evoluzione demografica
Abitanti censiti

## Immagini di Sarrance

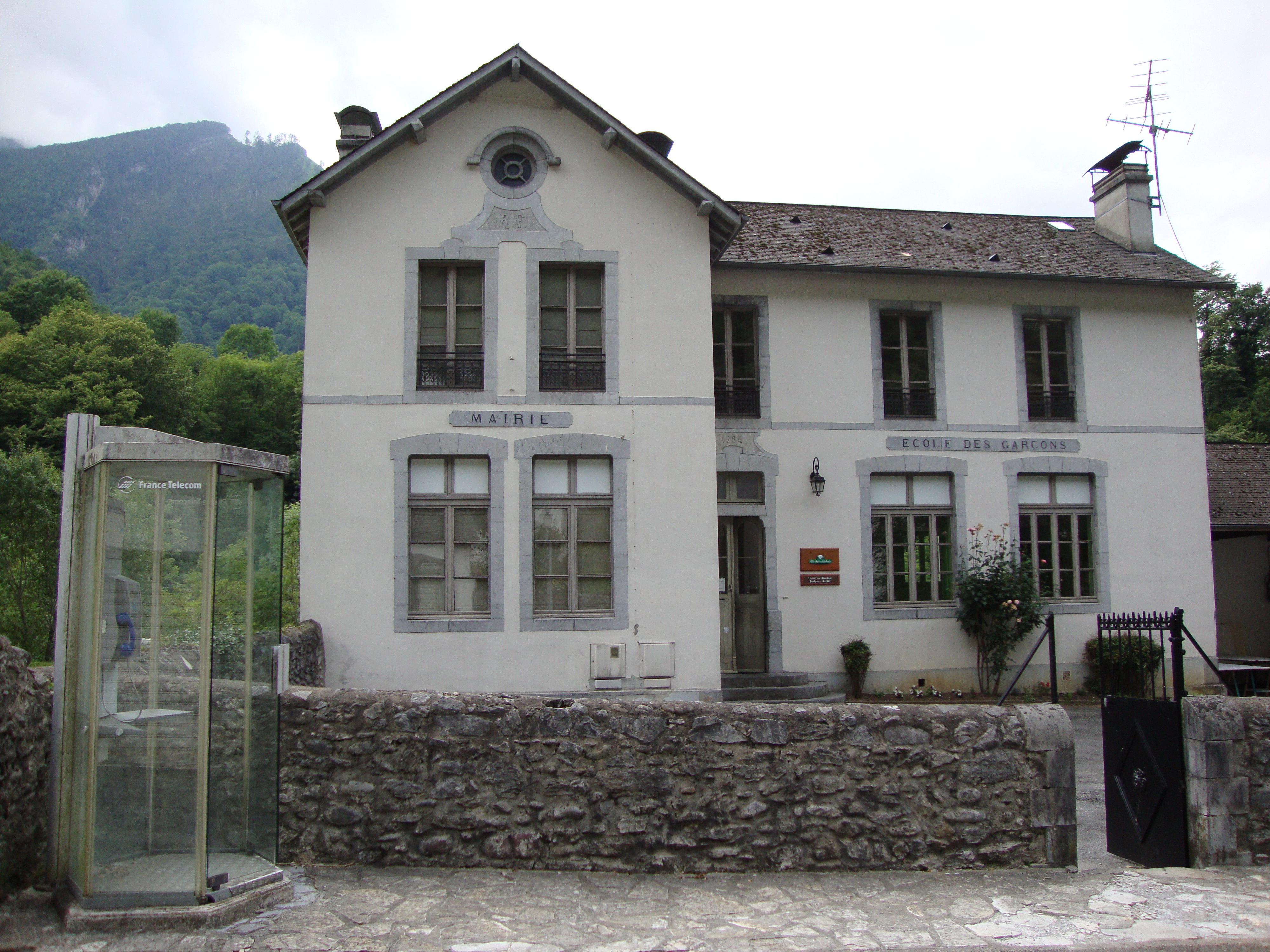
Municipio e scuola
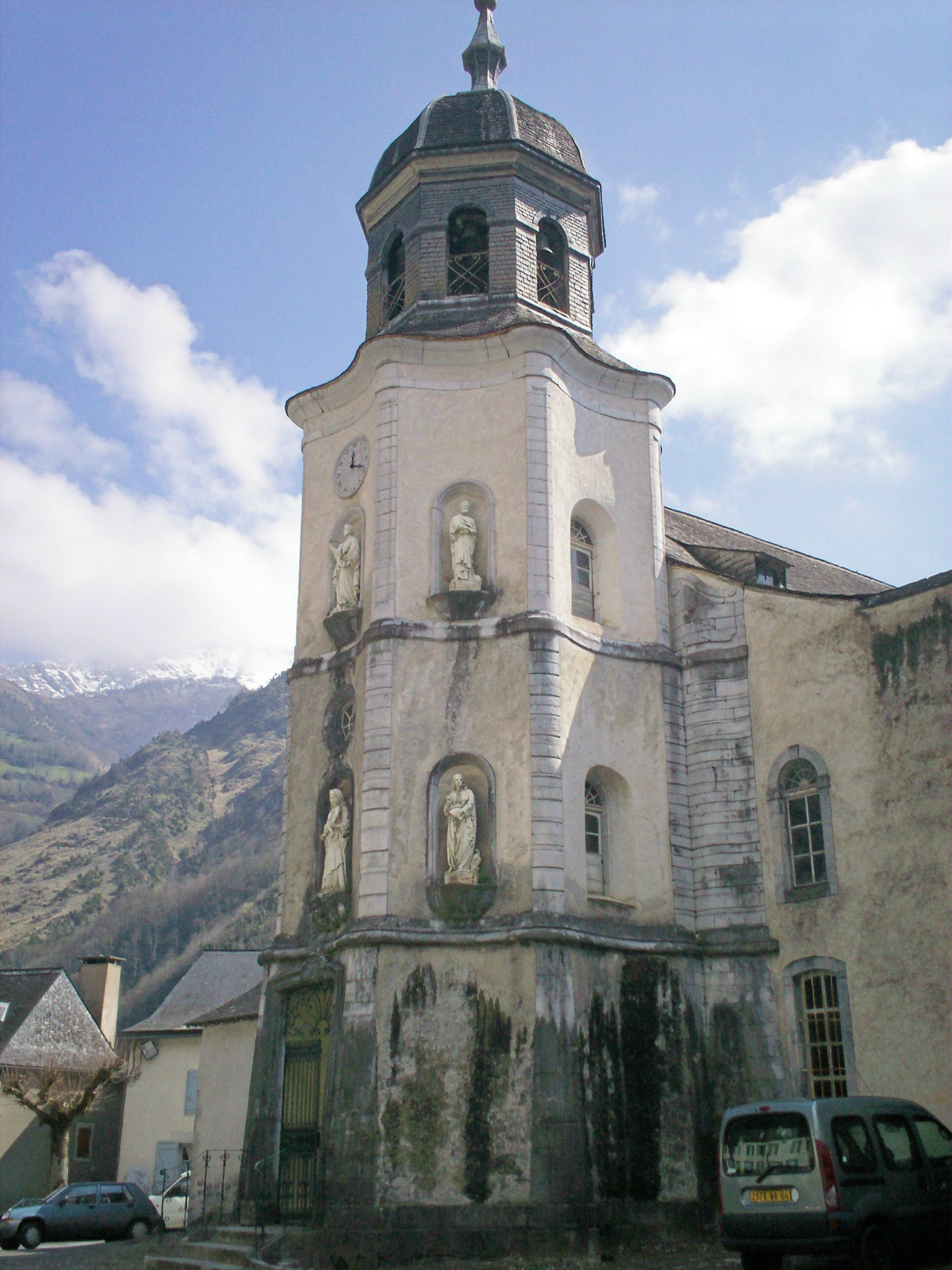
Il campanile della chiesa di Nôtre-Dame
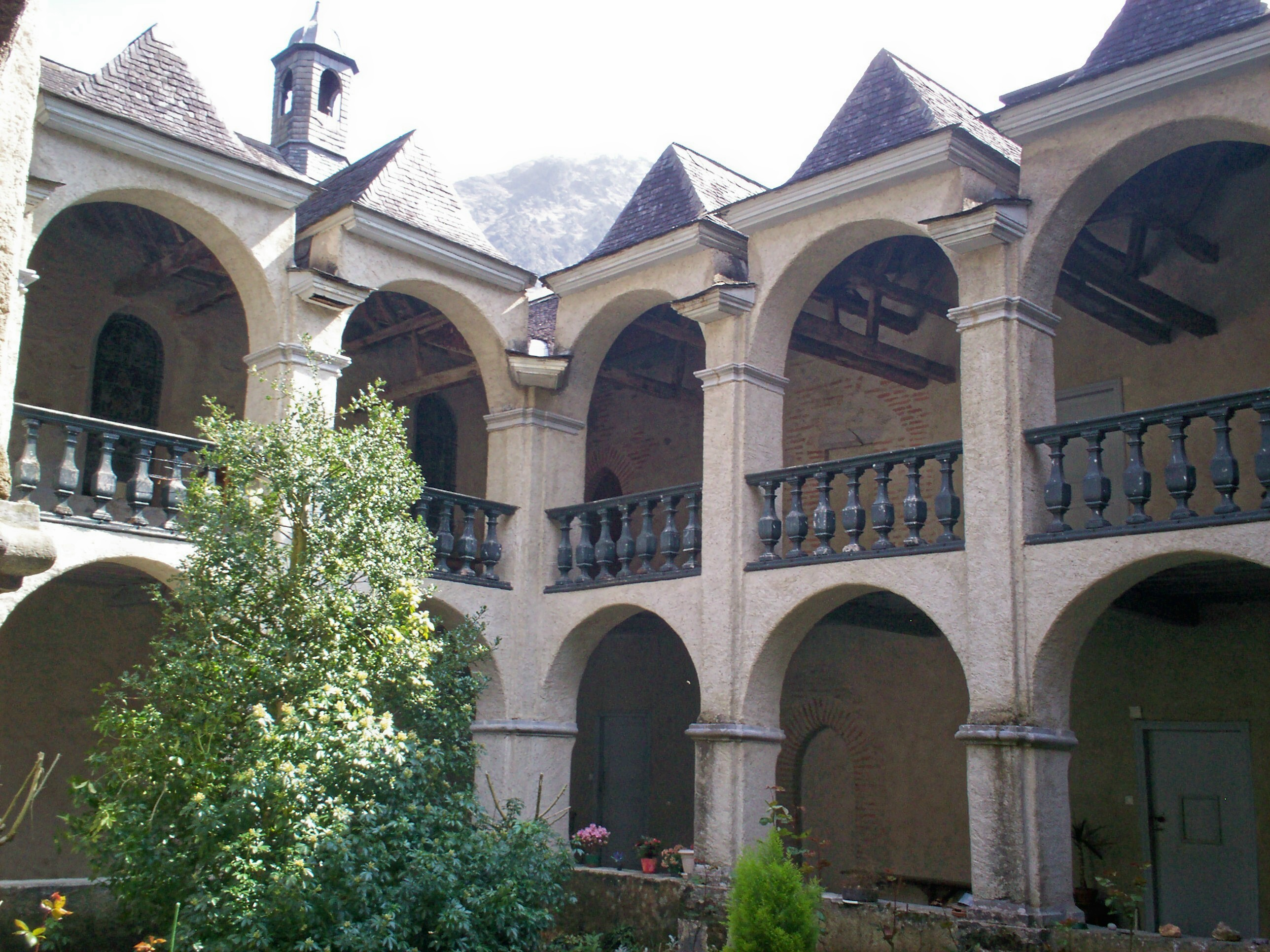
Chiostro della chiesa
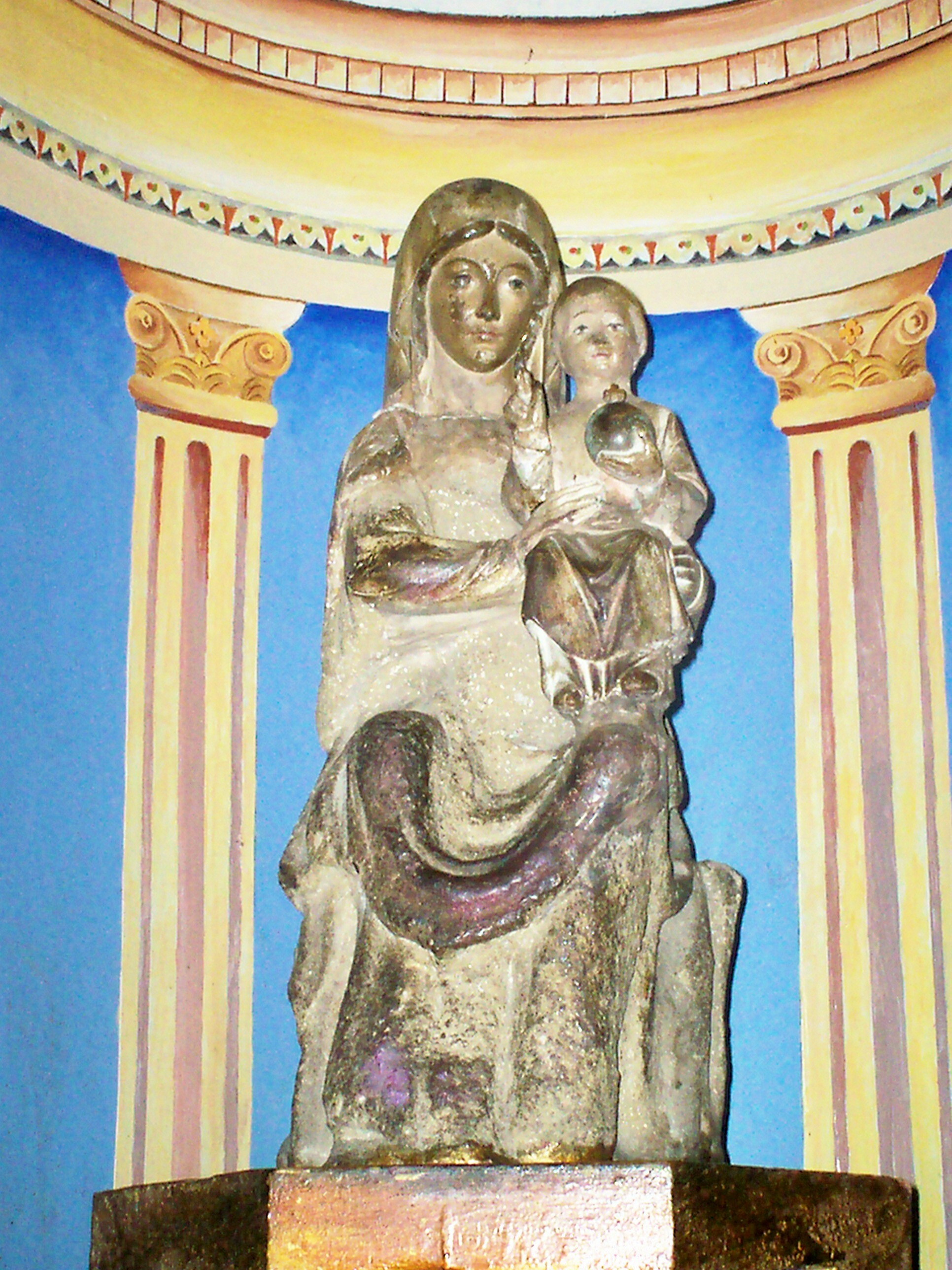
La Vergine di Sarrance
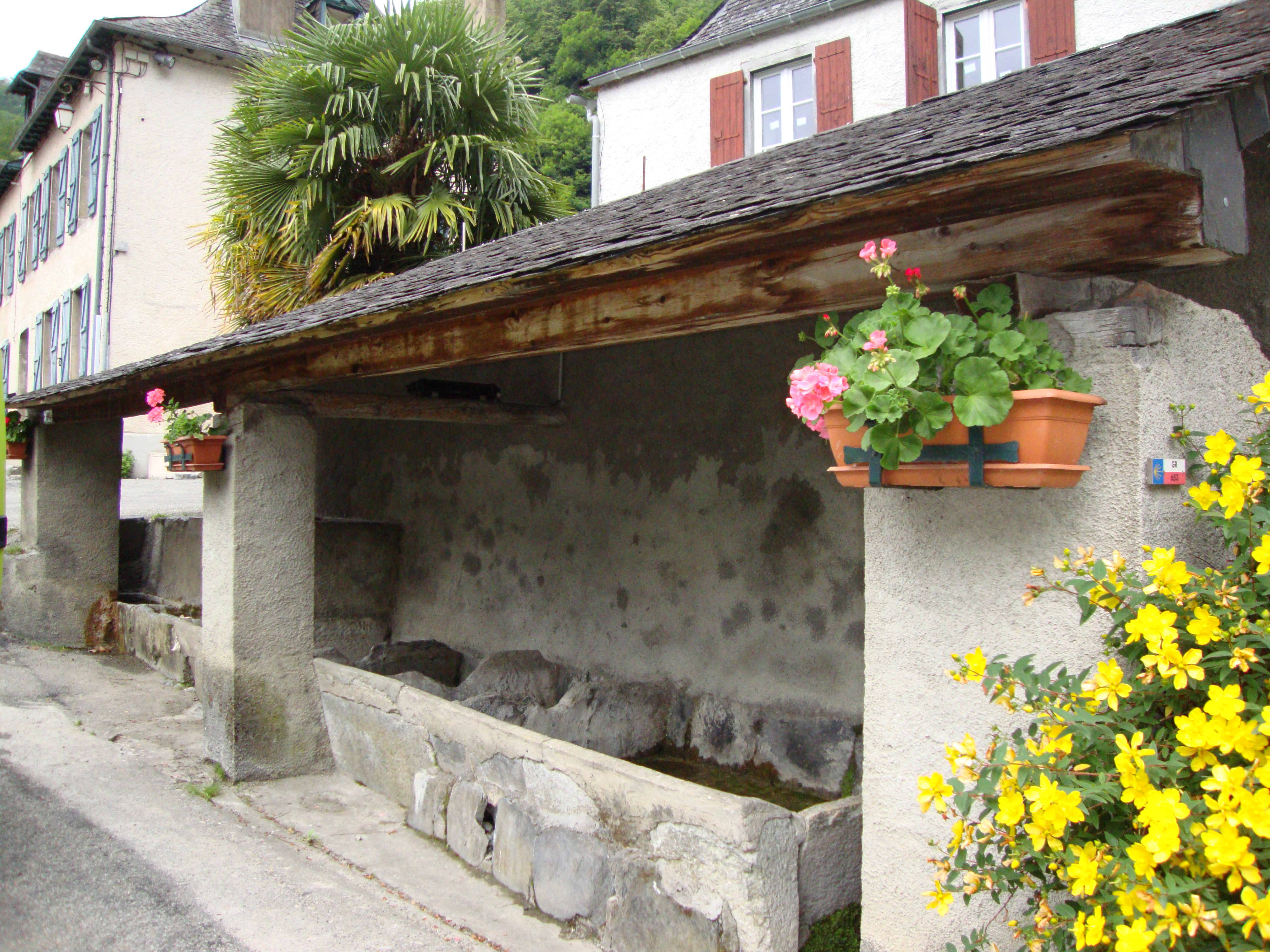
L'antico lavatoio